# DINK
DINK или Double Income, No Kids (в переводе с англ. — «двойной доход, нет детей») — акроним, который описывает стиль жизни бездетной пары, в которой оба супруга имеют постоянный доход. Уровень жизни таких пар как правило выше, чем у тех, что имеют детей и тратят на них деньги. Термин появился на пике культуры яппи в восьмидесятых. На протяжении мирового экономического кризиса явление утвердилось как общественный тренд.

## Варианты
- DINKER (Double income, no kids, early retirement) — «двойной доход, без детей, ранний выход на пенсию»[2].
- DINKY (Double income, no kids yet) — «двойной доход, детей пока нет», подразумевая, что пара, о которой идет речь, бездетна только временно и намеревается иметь детей позже[3].
- DINKWAD (Double income, no kids, with a dog) — «двойной доход, без детей, с собакой»[4].
- DINKYWAD (Double income, no kids yet, with a dog) — «двойной доход, еще без детей, с собакой»[4].
- DINKWADACS (Double income, no kids, with dogs and cats) — «двойной доход, без детей, с собакой и кошкой»[4].
- GINK (Green inclinations, no kids) — люди, предпочитающие не иметь детей по экологическим причинам[5].